# Josef Pollack
Josef Pollack (1880. március 20. – 1958) zsidó származású német üzletember és labdarúgó, a Freiburger FC és az FC Bayern München egyik alapító játékosa.

## Élete
Josef Pollack az 1897-ben alakult Freiburger FC egyik alapító tagja volt. Később Münchenbe költözött, ahol 1899-ben az MTV München 1879 labdarúgó csapatában futballozott. 1900-ban az FC Bayern München egyik alapító játékosa volt.
Az FC Bayern München első kapusa volt, a csapat "második embere"-ként tartották számon. 1903-ban az Amerikai Egyesült Államokba emigrált, ahol üzletemberként vált sikeressé. Később visszatért Németországba és 300 000 birodalmi márkával támogatta korábbi csapata, a Freiburger FC stadionjának, a Möslestadion építését.